# Estrada regional 108 (Suécia)
| 108 |

A Estrada regional 108  (em sueco: Länsväg 108) é uma estrada regional sueca com uma extensão de 125 km, localizada na província histórica da Escânia, no atual condado da Escânia.
Liga Trelleborg a Kävlinge, passando por Svedala, Staffanstorp e Lund.
Esta via rodoviária serve o tráfego do porto de Trelleborg e do aeroporto de Malmö.